# 默爾恩湖
53°35′53″N 13°4′58″E / 53.59806°N 13.08278°E
默爾恩湖（德語：Möllner See），是德國的湖泊，位於該國東北部，由梅克倫堡-前波美拉尼亞州負責管轄，處於梅克倫堡湖區縣，長1.3公里、寬0.3公里，面積0.16平方公里，海拔高度44米，湖岸線長度2.2公里。